# مونيك جاكوت
مونيك جاكوت (1934 - 6 أغسطس 2024) هي مصورة صحفية ومصورة صحافية سويسرية.  تم تضمين أعمالها في مجموعة متحف الفنون الجميلة في هيوستن . 

## الحياة المبكرة والتعليم
درست في مدرسة الفنون والحرف في فيفي من عام 1953 إلى عام 1956. كانت جيرترود فير واحدة من أساتذتها.  

## حياة مهنية
كانت من أوائل المصورات الصحفيات .  سافرت عدبديد المرات لليمن في الثمانينيات، وقدمت تقارير للعديد من المجلات والصحف الشهيرة، بما في ذلك كاميرا Camera و إل وL'Illustré و Schweizer Illustrierte و Du و الواقعRéalités و فوغ باريس .  وفي الثمانينيات أيضًا، نشرت العديد من الأعمال حول الظروف التي تواجهها المرأة: نساء الأرض في عام 1989، حول موضوع النساء السويسريات العاملات في الزراعة،  ربيع المرأة في عام 1994 و الإيقاعات : الاستخدام النسوي عام 1999.   خلال مسيرتها المهنية عملت كمصورة صحفية لمنظمة الصحة العالمية . 
توفي في 6 أغسطس 2024، عن عمر يناهز 89 عامًا. 

## المنشورات
- نساء الأرض (1989) [12]
- Printemps de femmes (1994) [10] [7]
- الإيقاعات : الاستخدام النسوي (1999) [5] [6]

## الجوائز
- 1974: الجائزة الفيدرالية للفنون التطبيقية [13]
- 2005: الجائزة الكبرى في التصوير الفوتوغرافي من مؤسسة vaudoise pour la Culture [14]
- 2020: الجائزة الكبرى في التصميم، بناءً على توصية لجنة التصميم السويسرية [15] [16]

## المجموعات
تتضمن المجموعة الدائمة التالية أعمال جاكوت:
- متحف الفنون الجميلة في هيوستن : 6 مطبوعات (حتى 20 أكتوبر 2024) [17]